# Ross (cráter marciano)

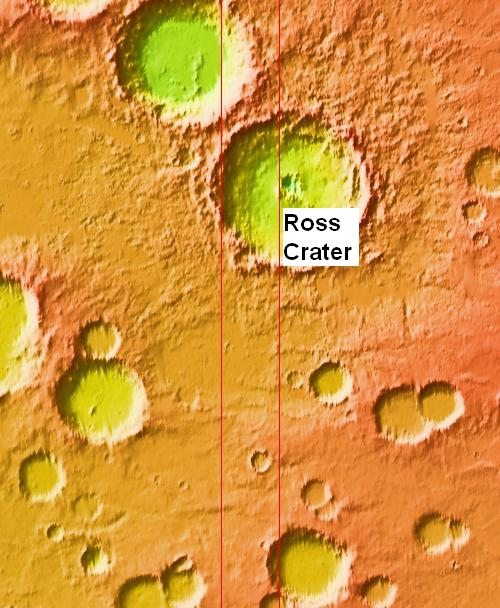
Entorno de Ross (Imagen MOLA)

Ross es un cráter de impacto perteneciente al cuadrángulo Thaumasia  del planeta Marte, localizado en las coordenadas en 57.7 sur y 107.84 oeste.Tiene 82.51 km de diámetro y debe su nombre al astrónomo estadounidense Frank E. Ross (1874-1960). El nombre del cráter se aprobó en 1973.
|  |  |
|  |  |

| |  |
| Cauces en Ross (HiRISE). Dado que los cauces se sitúan en el brocal estrecho de un cráter y comienzan a alturas diferentes, este ejemplo no es compatible con el modelo de los cauces causados por acuíferos. |  |

| |  |
| |  |
| |  |
| Cauces lineales en Ross. Las imágenes más próximas muestran patrones poligonales, propios del terreno rico en hielo. (Imagen HiRISE). |  |

|                                                                                            |  |
|                                                                                            |  |
|                                                                                            |  |
| Vista general y detalles de cauces en el cráter Ross (imágenes HiRISE del programa HiWish) |  |